# Riksväg 99
Riksväg 99 är en 360 kilometer lång svensk riksväg som går mellan Haparanda och Karesuando via Vojakkala, Kukkola, Karungi, Päkkilä, Hedenäset, Övertorneå, Kuivakangas, Korva, Niskanpää, Juoksengi, Svanstein, Pello, Jarhois, Kengis, Pajala, Kitkiöjärvi och Muodoslompolo. Vägen följer svensk–finska gränsen i stort sett hela vägen, förutom vid Pajala där vägen viker av inåt landet; förbi Sahavaara och Kaunisvaara. Vid Juoksengi 22 kilometer norr om Övertorneå korsar vägen norra polcirkeln.

## Vägutformning
Vägen är en tvåfilig landsväg som är sex–nio meter bred. Hastighetsbegränsningen är till största delen satt till 80, 90 eller 100 kilometer per timme.

## Historik
Leden längs Torne älv är en av de äldsta färdvägarna i Övre Norrland. Redan i mitten av 1700-talet fanns en farbar körväg. På 1880-talet slutade den dock i Svanstein på svenska sidan. På hela sträckan Svanstein–Karesuando var det då väglöst, fast vägen Överkalix–Pajala och Pajala–Vittangi fanns dock.
Vägen Haparanda–Övertorneå–Karesuando blev 1951 skyltad som Länshuvudväg 400. Vid vägnummeromläggningen 1962 blev sträckan Haparanda–Övertorneå-gränsen Riksväg 99 och sträckan Övertorneå–Karesuando blev Länsväg 400, samtidigt som Länsväg 400 förlängdes söderut till Sangis vid Europaväg 4 med gemensam sträcka Övertorneå–Hedenäset. År 1986 återtog Länsväg 400 sin ursprungliga sträckning, och delen Sangis–Hedenäset blev Länsväg 398. År 2000 ändrades benämningen för hela Länsväg 400 till Riksväg 99.
Vägen följer i stort sett samma sträckning som på 1940-talet. Nybygge har dock gjorts i ungefär samma sträckning Haparanda–Övertorneå inklusive ny väg genom Övertorneå (cirka 1950-talet). I övrigt har ny väg bara byggts förbi vissa tätorter som Juoksengi och Svanstein (cirka 1950-talet) och Pajala (cirka 1980-talet). Torne älv korsades på 1940-talet vid Autio väster om Pajala, något väster om dagens bro, medan man på 1960-talet använde en ny bro i Pajala. På 1970-talet hade en ny bro byggts vid Autio som fortfarande används. Vägen Autio–Karesuando följer helt och hållet 1940-talets sträckning och är 178 slingrande kilometer lång (fågelvägen är 137 kilometer).

## Trafikplatser och korsningar
Det finns inga trafikplatser längs vägen, inte ens vid Europaväg 4 som annars har trafikplats vid de flesta anslutande riks- och europavägar.
|  | Nr | Namn          | Skyltning                       |
|  | -- | ------------- | ------------------------------- |
|  |    | Haparanda     | Sundsvall Finland               |
|  |    | Hedenäset     | Kalix                           |
|  |    | Övertorneå    | Finland                         |
|  |    | Övertorneå    | Överkalix                       |
|  |    | Pello         | Finland                         |
|  |    | Pajala        | Finland                         |
|  |    | Pajala        | Överkalix                       |
|  |    | Pajala        | Kiruna Vittangi (Rv 99 svänger) |
|  |    | Pajala        | Finland (Rv 99 svänger)         |
|  |    | Muodoslompolo | Finland                         |
|  |    | Karesuando    | Gällivare Finland               |